# Авдеев, Константин Фролович
Константи́н Фро́лович Авде́ев (29 октября 1931, Караванное, Астраханская область, РСФСР — 20 февраля 2001) — старший чабан колхоза имени Ленина Лиманского района Астраханской области. Герой Социалистического Труда (22.03.1966).

## Биография
Родился 29 октября 1931 года в селе Караванном. Русский. Был старшим из пятерых детей. Когда Константину было десять лет его отец погиб на фронте. Не окончив начальную школу Авдеев, пошёл работать, чтобы прокормить семью. Был пастухом верблюдов, в колхозе убирал сено, трудился на уборке арбузов.
В 1952 году был призван на службу в армию. Отслужив три года вернулся в родное село. Начал работать в тракторной бригаде, затем перешёл работать на ферму.
В 1956 году получил отару молодняка. Бригада Авдеева одной из первых начала работу с тонкорунными овцами, с которых можно настричь шерсти в три — четыре раза больше. С каждым годом показатели по настригу шерсти росли.
В 1964 году Авдеев добился высоких показателей в работе — 8 кг шерсти с одной овцы. Был награждён бронзовой медалью ВДНХ за успехи в народном хозяйстве СССР.
Уже через год он добился ещё одного высокого показателя — на каждые 100 овцематок приплод составил 110 ягнят.
Указом Президиума Верховного Совета СССР от 22 марта 1966 года за достижение высоких показателей в овцеводстве Константину Фроловичу Авдееву присвоено звание Герой Социалистического Труда с вручением ордена Ленина и золотой медали «Серп и Молот».
В дальнейшем продолжал работать в овцеводстве.
Умер 20 февраля 2001 года.  

## Семья
В 1956 году женился на Нине Сергеевне Авдеевой. Имел троих детей — сына Владимира и дочерей Марию и Людмилу.

## Награды
- золотая медаль «Серп и Молот» Героя Социалистического Труда (22.03.1966);
- Орден Ленина (22.03.1966);
- Орден Октябрьской Революции (14.02.1975);
- Медаль «В ознаменование 100-летия со дня рождения Владимира Ильича Ленина» (27.03.1974);
- Медаль «За доблестный труд в Великой Отечественной войне 1941—1945 гг.» (27.05.1992).